# Эллер, Гарри Андреевич

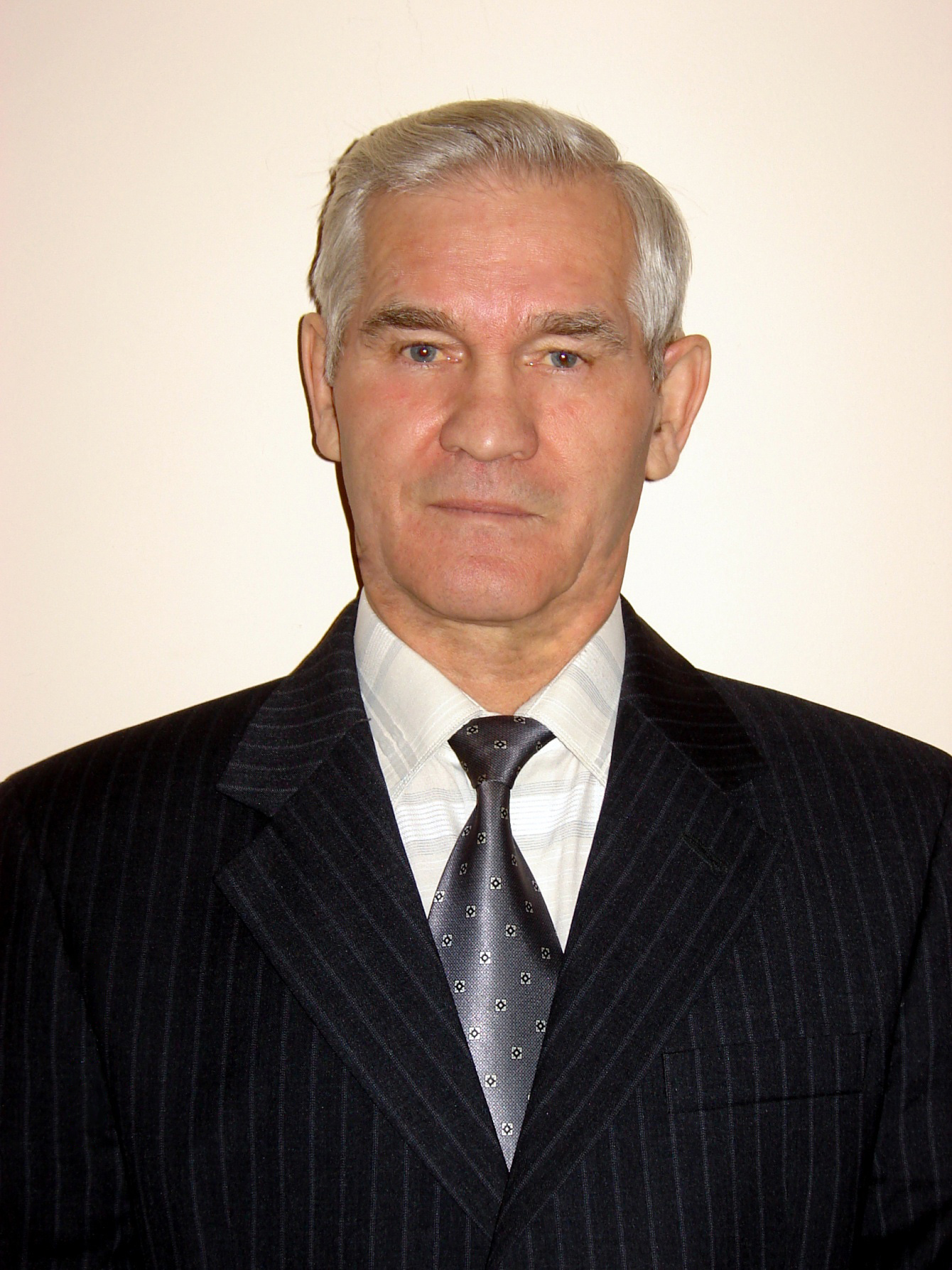
Фотография Гарри Эллера

Гарри Андреевич Эллер (род. 8 марта 1941) — советский и российский тренер по лыжным гонкам и биатлону.

## Биография
Гарри Эллер родился 8 марта 1941 года в городе Энгельс Саратовской области в семье поволжских немцев. После начала Великой Отечественной войны отец ушёл на фронт, а пятимесячный Гарри Эллер с матерью были депортированы в Сибирь. Жили неподалёку от села Филимоново Канского района Красноярского края. В 1942 году отец вернулся с фронта и переехал к семье. В возрасте пяти лет Гарри Эллер вместе с семьёй переехал в город Бородино. Учился в бородинской средней школе № 64. Там он увлёкся лыжами.
После окончания школы работал кочегаром и помощником машиниста паровоза в железнодорожном цехе угольного разреза. В 1962 году был призван в армию. В 1972 году окончил факультет физического воспитания Красноярского педагогического института.
С 1966 года работал преподавателем физкультуры в бородинской школе № 68. Был в числе инициаторов открытия в 1975 году в городе Бородино детско-юношеской спортивной школы. В 1978 году Гарри Эллер стал её директором. Это школа была названа именем Эллера уже при его жизни. В 1992 году он перешёл на должность директора оздоровительно-профилактического комплекса на базе разреза.
Подготовил множество спортсменов-биатлонистов. Среди них двукратная олимпийская чемпионка Ольга Медведцева, серебряный призёр Олимпийских игр Ольга Ромасько.
В 2014 году Гарри Эллер был факелоносцем эстафеты олимпийского огня зимних Олимпийских игр.

## Награды
- Отличник народного просвещения РСФСР (1984)[1]
- Почётный знак «За заслуги в развитии физической культуры и спорта в России» (1996)[4]
- Почётный житель города Бородино (2001)[1]
- Заслуженный тренер России (2002)[1]
- Заслуженный работник физической культуры и спорта Красноярского края (2006) [5]
- Заслуженный работник физической культуры Российской Федерации (2006)[1]
- Знак отличия «За трудовые заслуги» (Красноярский край, 19 февраля 2014) — за многолетнюю добросовестную работу и большой личный вклад в развитие физической культуры и спорта Красноярского края[5]
- Юбилейная медалью, посвященная 100-летию образования государственного органа управления в сфере физической культуры и спорта (2023)[6]